# Tevin Slater
Tevin Slater (Kingstown, 13 de enero de 1994) es un futbolista sanvicentino. Tiene 10 capitanías para la Selección de fútbol de San Vicente y las Granadinas y ha anotado 5 veces.

## Carrera
Slater hizo su debut para selección de fútbol de San Vicente y las Granadinas durante el 2014 en el Torneo de Islas de Barlovento donde gana 3-2 sobre nación anfitriona; la selección de fútbol de Dominica. Su primer gol internacional vino en el empate 2-2 contra Barbados. El siguiente gol de Slater vendría durante clasificación a la copa Mundial de Fútbol de 2018 cuándo anotó en el empate 2-2 contra Guyana.

### Objetivos de Equipo nacional
Puntuaciones y lista de resultados St Vincent y el Grenadines cuenta de objetivo primero.
| # | Fecha                   | Local                                            | Adversario | Puntuación | Resultado | Competición                                                      |
| - | ----------------------- | ------------------------------------------------ | ---------- | ---------- | --------- | ---------------------------------------------------------------- |
| 1 | 8 de mayo de 2015       | Barbados Estadio Nacional, St. Michael, Barbados | Barbados   | 2-2        | 2-2       | Amistoso                                                         |
| 2 | 10 de junio de 2015     | Arnos Estadio de valle, Kingstown, St Vincent    | Guyana     | 2–2        | 2–2       | Clasificación de Concacaf para la Copa Mundial de Fútbol de 2018 |
| 3 | 14 de junio de 2015     | Estadio de providencia, Providencia, Guyana      | Guyana     | 2–1        | 4-4       | Clasificación de Concacaf para la Copa Mundial de Fútbol de 2018 |
| 4 | 14 de junio de 2015     | Estadio de providencia, Providencia, Guyana      | Guyana     | 3–2        | 4-4       | Clasificación de Concacaf para la Copa Mundial de Fútbol de 2018 |
| 5 | 5 de septiembre de 2015 | Arnos Estadio de valle, Kingstown, Santo Vincent | Aruba      | 1–0        | 2–0       | Clasificación de Concacaf para la Copa Mundial de Fútbol de 2018 |
| 6 | 8 de septiembre de 2015 | Trinidad Estadio, Oranjestad, Aruba              | Aruba      | 1–2        | 1-2       | Clasificación de Concacaf para la Copa Mundial de Fútbol de 2018 |